# Asparagus rubricaulis
Asparagus rubricaulis là một loài thực vật có hoa trong họ Măng tây. Loài này được (Kunth) Baker mô tả khoa học đầu tiên năm 1875.